# Edvard Rodhe (1878–1954)

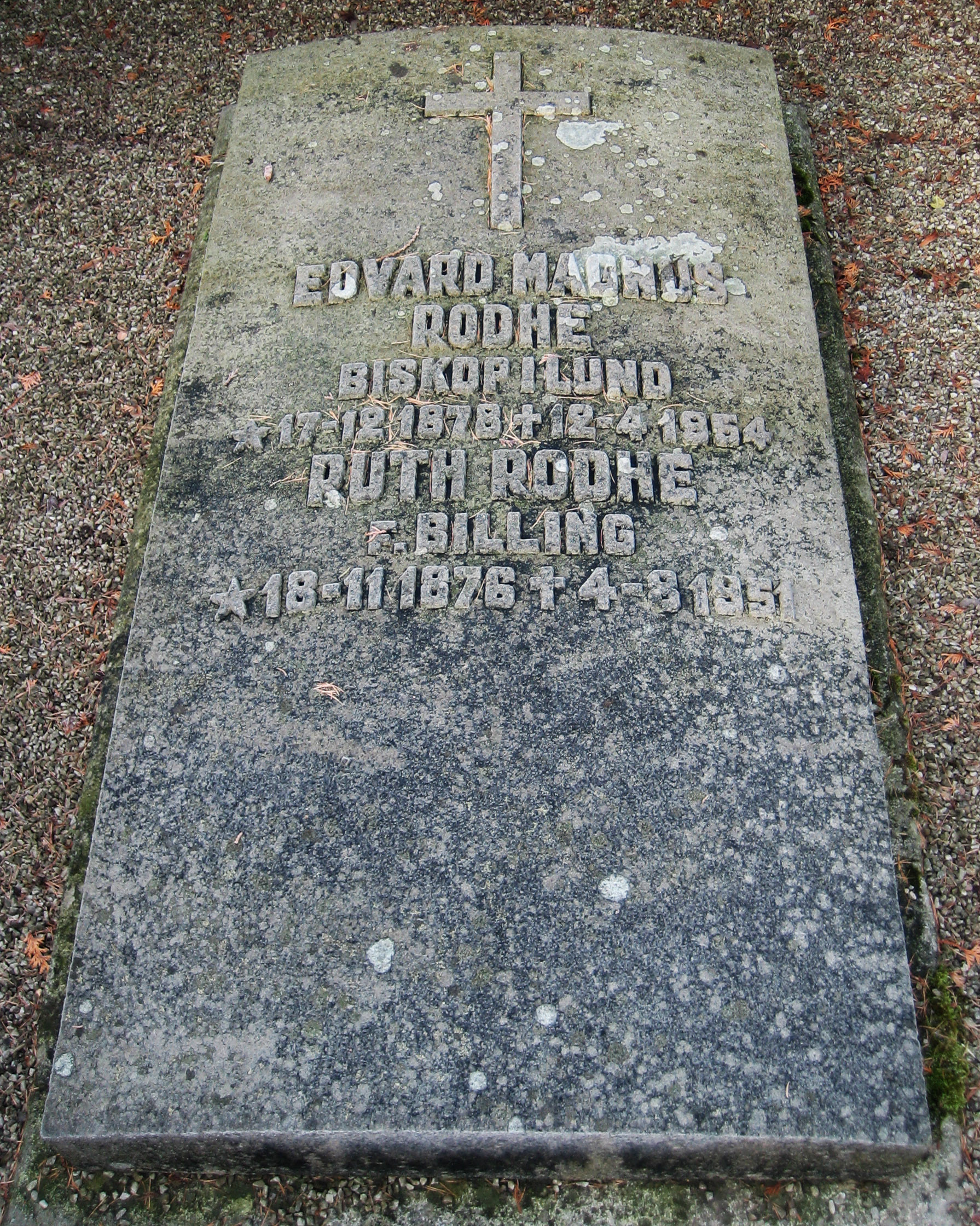
Biskop Edvard Rodhes gravsten på Norra kyrkogården i Lund.

Edvard Magnus Rodhe, född den 17 december 1878 i Lund, död den 12 april 1954 i Skara, var en svensk teolog, universitetslärare och biskop.

## Biografi
Edvard Magnus Rodhe var son till Edvard Herman Rodhe, biskop i Göteborgs stift. Han var gift med biskop Gottfrid Billings dotter Ruth (1876–1951) och far till Eva Rodhe Lundquist, Sven Edvard Rodhe och Sten Rodhe. Han var även morfar till juristen Elisabeth Palm.
Rodhe blev 1896 student vid Lunds universitet och 1898 filosofie kandidat. Åren 1899–1901 var han extra ordinarie amanuens vid universitetsbiblioteket. Rodhe bedrev forskning i 1800-talets svenska kyrkohistoria samt på det praktisk-teologiska området. 
Rodhe blev 1904 teologie kandidat och 1905 docent i kyrkohistoria. Han prästvigdes 1906 och var 1906–1907 sjukhuspredikant i Lund samt 1905–1909 lärare vid Lunds privata elementarskola. År 1912 blev han utnämnd till professor i praktisk teologi vid Uppsala universitet och samma år teologie doktor. 
Från 1919 till 1925 var han professor i praktisk teologi och kyrkorätt vid Lunds universitet. År 1923 blev han även domprost. År 1925 valdes Rodhe till biskop i Lunds stift och avgick som sådan 1948. Han var den siste biskop som även var prokansler för Lunds universitet.
Rodhe blev 1920 ledamot av Humanistiska Vetenskapssamfundet i Lund. Hans grav återfinns på Norra kyrkogården i  Lund.